# نیچینان، میازاکی
نیچینان شهری است در کشور ژاپن. این شهر در استان میازاکی و در جزیره کیوشو قرار گرفته است.
جمعیت این شهر در سال ۲۰۰۹ میلادی برابر ۵۸۰۰۰ نفر برآورد شده است .